# Amtsgericht Braunfels

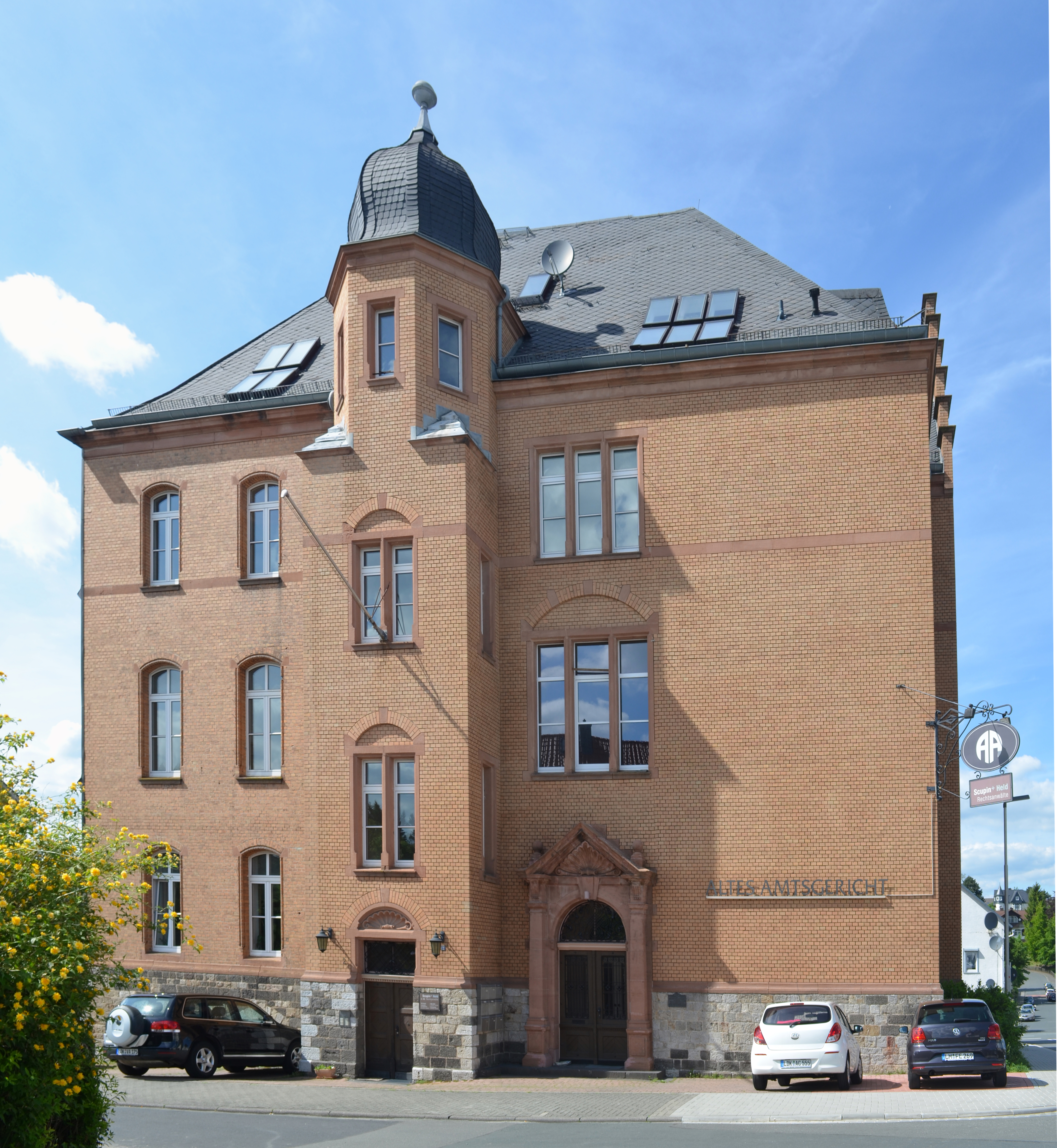
Ehemaliges Amtsgericht

Das Amtsgericht Braunfels war ein von 1879 bis 1968, als Zweigstelle bis 1992 existierendes Gericht der ordentlichen Gerichtsbarkeit mit Sitz in der Stadt Braunfels.

## Geschichte
Das Amtsgericht Braunfels wurde anlässlich der Einführung des Gerichtsverfassungsgesetzes am 1. Oktober 1879 errichtet und dem Landgericht Limburg unterstellt. Es ersetzte die beiden Braunfelser Gerichtskommissionen des Kreisgerichts Wetzlar und umfasste somit
- aus der Bürgermeisterei Braunfels die Stadt Braunfels und die Gemeinden Albshausen, Burgsolms, Leun, Niederbiel, Oberbiel, Oberndorf sowie Tiefenbach;
- aus der Bürgermeisterei Schöffengrund die Gemeinden Bonbaden, Griedelbach, Kraftsolms, Kröffelbach, Laufdorf, Neukirchen, Niederquembach, Oberquembach, Oberwetz und Schwalbach und
- aus der Bürgermeisterei Greifenstein die Gemeinden Allendorf, Biskirchen, Bissenberg und Stockhausen.[2]

Am 1. Oktober 1892 wurden die Gemeinde Allendorf dem Amtsgericht Ehringshausen und die Gemeinden Laufdorf, Oberwetz und Schwalbach dem Amtsgericht Wetzlar zugewiesen.
Am 1. Mai 1948 kam aus dem Amtsgerichtsbezirk Weilburg die Gemeinde Philippstein hinzu.
Am 1. Juli 1968 wurde das Amtsgericht Braunfels aufgehoben und die Gemeinde Philippstein wieder dem Amtsgericht Weilburg zugelegt. Die restlichen Gemeinden des alten Amtsgerichtsbezirks bildeten nun den Bezirk der Zweigstelle Braunfels des Amtsgerichts Wetzlar, welche für die Vollstreckungssachen in das unbewegliche und das bewegliche Vermögen, die Konkurssachen, die Vergleichsverfahren zur Abwendung des Konkurses, die Grundbuchsachen, die Urkundssachen, die Nachlaßsachen, die Angelegenheiten des Vormundschaftsgerichts und die Kirchenaustritte zuständig war. Die Zweigstelle selbst wurde am 1. August 1992 aufgelöst.

## Gebäude
Das Gericht befand sich in einem zwischen 1889 und 1891 nach Plänen des königlichen Baurates Scheepers und des königlichen Baumeisters Friese errichteten Gebäude in der Gerichtsstraße 2. Der heute unter Denkmalschutz stehende voluminöse Bau befand sich neben dem Gefängnis und ist mit Ausnahme der Risalite mit Treppengiebeln und einem Treppenturm neben dem übergiebelten Sandsteinportal vom Baustil her recht einfach gehalten.